# Relaciones exteriores de Corea del Sur
Las relaciones exteriores de Corea del Sur son el resultado de un proceso diplomático y son dirigidas por el Ministerio de Asuntos Exteriores de Corea del Sur. Después de 1945 y exactamente 1948 Corea se dividió entre Norte y Sur. Este artículo trata sobre la historia y estructura de la diplomacia surcoreana.
Como Corea del Sur se encontraba desde el año 1945 bajo la gran influencia estadounidense, la política surcoreana se ha basado en esta colaboración. En 1950, estalla  la guerra de Corea destruyendo toda la tierra a lo largo de la península coreana. La Guerra Fría y los siguientes acontecimientos, consolidó el gran apoyo desde el mundo occidental a excepción de la Unión Soviética. Desde 1960s, Corea del Sur gozaba su llamado Milagro económico.
El crecimiento económico fue muy rápido, y desde 1991 el gobierno del presidente Roh Tae-woo lanzó su plan de relaciones bilaterales con la ex-parte soviética de Hungría y Polonia.
Las dos Coreas se incorporaron a la ONU el 17 de septiembre de 1991.

## Entre Coreas
Las relaciones entre las dos Coreas se pueden dividir en cinco épocas. La primera, entre 1972-1973; la segunda, cuando 1984 Pionyang envió artículos de salvamento a Seúl tras unasterribles inundaciones causadas por un tifón, y la tercera en 1985 fueron los intercambios entre familias separadas y de artistas de espectáculo. La cuarta, activadapor la política norte bajo el gabinete deRohTae-Woo, estuvo caracterizada por la expansión de contactos públicos y privados entre las dos Coreas. La última época aparece después de que Kim Dae-jung fue elegido en 1997. Su policía abrió una nueva posibilidad para la histórica junta enjunio del año 2000.
La posibilidad de una reunificación de Corea ha sido un tema muy destacado. Sin embargo, ningún tratado de paz ha sido completado con Corea del Norte. En junio del año 2000, la primera cumbre entre Sur y Norte se celebró, como una nueva parte de la Política del Sol, resultando más intercambios y contacto cultural. El presidente Kim, gracias a esta política, ganó el Premio Nobel de la Paz en el año 2000.
El presidente siguiente, Roh Moo-hyun, continuó con esta política impulsando la cooperación bilateral económicae incluso con la expedición de los artículos de socorro y ayuda humanitaria,y más intercambios familiares. Sin embargo, un ataque norcoreano mató 4 soldados surcoreanos en 2002, creando una crisis en la política conciliadora. Pionyang había cortadoel diálogo con Seúl, mientras que Seúl lo proseguía. La aparición dos años más tarde delos conflictos con el arma nuclear crea de nuevo problemas en la relación, pero Corea del Sur busca jugar más el papel de intermediario o mediador que de antagonista, con lo que los enlaces económicos parecían crecer otra vez.
Pese a los esfuerzos de las diversas políticas para la reconciliación, este progreso fue retrasado y complicado por los ensayos de misiles en 1993, 1998, 2006 y 2009. A partir de 2009, la relación entre Coreas fue muy tensa, con la noticia de que Pionyangtenía planes trazados con la intención de lanzar misiles. Amenazando los convenios anteriores, Pionyang continuaba amenazando a Seúl y Washington para que no impidieran el lanzamiento de los satélites que habían producido.

## China
Los intercambios entre surcoreanos y chinos se han estimulado. Estudiosos, periodistas y en especial familias separadas entre Corea del Sur y la República Popular China pudieron intercambiar visitas sin problemas desde la segunda mitad de 1980s. Casi 2 millones de coreanos en la prefectura Yanbián en la provincia de Jilin han contactado con surcoreanos. 
Los comercios entre dos continuaban incrementándose. Además, China ha tratado de mediar entre Corea del Norte y Estados Unidos; y entre Corea del Norte y Japón, y ha iniciado y participado en las cumbres de tres partes de Seúl, Washington y Pionyang.
Aunque Corea del Sur había estado aliada durante mucho tiempo con Taiwán, sus relaciones bilaterales fueron cortadas en 1992 por demanda desde Beijing resultando en formalizar las relaciones diplomáticas entre Seúl y Beijing en el 24 de agosto de 1992.
En 2004, un plan chino, llamado Proyecto Noreste, causó gran revuelo en la sociedad  surcoreana.
Después de que KORUS TLC fuera finalizado el 30 de junio de 2007, el gobierno chino empezó a buscar rutas donde hacer un TLC, con Seúl. La discusión sobre TLC desde Corea del Sur y China está en proceso, y Seúl ganaba su superávit más alto de USD 32.5 mil millones en 2009.

## República de China
El 23 de agosto de 1992, el gobierno de República de China rompió su relación diplomático con Corea del Sur antes de su recognición formal de República Popular China en Pekín. La principal agencia surcoreana, Yonhap dijo que las relaciones bilaterales se han sido convencional.

## Unión Europea
La Unión Europea y la república de Corea tienen relaciones comerciales importantes, habiendo negociado un tratado de libre comercio (TLC) durante muchos años desde que Corea del Sur fue designado como el negociador preferido en 2006. El tratado se ha aprobado en septiembre de 2010, después de la retirada italiana de su veto a lo largo del tratado.
Corea del Sur es el octavo compañero de comercio y la Unión Europea ha sido el según destino de la exportación surcoreana. Los comercios con Seúl sobrepaó €65 mil millones en 2008 y han gozado la tasa de crecimiento anualmente casi 7.5% entre 2004 y 2008.
Bruselas ha sido la invesora extranjera más grande y única en Corea del Sur desde 1962 y ocupó casi 45% de toda la inversión extranjera directa a Seúl en 2006.